# MTI hi-tech дистрибуція
MTI hi-tech дистрибуція, (вимовляється Ем-Ті-А́й хай-тéк дистрибу́ція) – імпортер та дистрибутор IT-товарів та рішень на території України. Входить до Групи компаній MTI. Веде діяльність з 1991 року спочатку в межах материнської компанії, згодом – як самостійний бізнес-підрозділ.  
Нині MTI hi-tech дистрибуція є авторизованим дистрибутором та сервісним партнером більш ніж 80 світових виробників техніки. Серед них: Acer, Alcatel, AMD, A&D, APC by Schneider Electric, Aruba, ASRock, ASUS, AuraHD, BenQ, Braska, Canon, CAT, CONTEG, Corsair, CyberPower, DJI, Eizo, Elite Screens, Epson, Esperanza, Fanvil, Fly, Fractal Design, FSP, GAINWARD, Gazer, GameMax, Genius, GIGABYTE, GOODRAM, Hitachi, HP, Hewlett Packard Enterprise, Huawei, IBM, Iiyama, InnoVISION, Zyxel, Keenetic, KINGDA, Kingston, KSL, Kstar, Kyocera, Lenovo, Lobster, Longse, Lightway, Mercusys, Microsoft, Milesight, Molex, MolyBoard, MSI, Mustek, Muvit, NEC, Noblechairs, Nokia, NVIDIA, OKI, Optoma, Palit, Panasonic, Philips, Planet, PNY, Port Designs, Qdion, QNAP, Samsung, Sapphire, SHARP, StarBoard, Sunne, Suntech, Solis, Silicon Power, SwellPro, Targus, TEAM GROUP, Thermaltake, ThiEYE, Toshiba, TP-Link, Trend Micro, Trust, Tt eSPORTS, Top Cable, UKSOL, Uniflair, ViewSonic, WALLIX, Zowie, ZYXEL та інші. 
В Україні компанія має понад 800 партнерів: національні та спеціалізовані роздрібні мережі, інтернет-магазини, великі та середні компанії тощо. Станом на 2018 рік входить до ТОП-100 найбільших імпортерів за рейтингом онлайн-видання «Діло» та до ТОП-20 найкращих роботодавців України за версією журналу «Власть денег».

## Діяльність

### Імпорт
Компанія займається постачанням в Україну електроніки, програмного забезпечення та хмарних сервісів від світових виробників. Серед основних категорій - комп’ютерна техніка та комплектуючі, периферійное обладнання, мобільні пристрої та аксесуари, офісна техніка, витратні матеріали, професійне фото-, відео- та аудіообладнання, охоронні системи та сигналізації, програмні продукти, хмарні сервіси, обладнання для зв'язку та комунікацій тощо.
15 лютого 2024 року, згідно з Наказом Державної митної служби України №215 МТІ hi-tech дистрибуції надано статус Авторизованого економічного оператора категорії С. Компанія МТІ стала першою серед українських компаній у сегменті дистрибуції електроніки, IT та побутової техніки, яка отримала такий статус.

### Дистрибуція
Відділ проектної дистрибуції реалізує рішення із використанням серверного та мережевого обладнання, периферійних пристроїв, систем зберігання даних, персональних систем, пристроїв безперебійного живлення, обладнання для конференц-зв’язку та інших. Компанія має власний автоматизований логістичний комплекс загальною площею близько 20 000 кв.м.

### Технічний Центр МТІ
MTI Hi-Tech Engineering було реорганізовано на початку 2021 року і виділено в окремий підрозділ в структурі компанії MTI. Оновлений Технічний Центр став ланкою, що замикає на собі всі напрямки післяпродажного сервісу (надає послуги з гарантійного та післягарантійного ремонту для корпоративних замовників MTI), в тому числі й ремонти за гарантією виробників. Компанія уклала контракти з багатьма виробниками техніки і створила повноцінну мережу партнерських сервісних центрів у містах з населенням понад 100 тис. мешканців.
Технічний центр MTI Hi-Tech Engineering також зосереджує увагу на розвитку сервісного обслуговування в2с сегменту, зокрема для тих брендів техніки, яка згідно контрактів із вендорами має обслуговуватися компанією МТІ як дистрибутором.

### Логістика
Компанія користується логістичним комплексом Denka Logistics (площею 20 000 кв.м.), що також входить у Групу компаній MTI. Працює на ринку з 2009 року. Комплекс має високий рівень автоматизації, який дозволяє зберігати високу швидкість вантажообігу. Також комплекс оснащений системою повного відеоспостереження на всіх зонах території розташування.

## Соціальні ініціативи
З липня 2014 року компанія разом з іншими підрозділами MTI реалізовує проєкт «зеленого офісу» «ЕКО МТІ». В офісах було впроваджено збір макулатури, батарейок, оптимізовані витрати електроенергії та інші екологічні ініціативи. Разом з іншими українськими та міжнародними компаніями як Accord Group, IT-Інтегратор, Cisco, SMLS, Microsoft, компанія MTI hi-tech дистрибуція є партнером всеукраїнських змагань із моделювання «розумних» пристроїв серед школярів STEAM-House. З 2019 року компанія забезпечила команди конкурсантів необхідними компонентами мікроелектроніки та іншими комп’ютерними комплектуючими, а керівник Центру інновацій та компетенцій, Олег Серьогін, неодноразово виступав членом журі конкурсу.

### Освітня діяльність
В 2017 році було створено Центр інновацій та компетенцій – освітньо-технічний хаб, в якому проводяться тренінги, майстер-класи, тестування програмного забезпечення та нового устаткування, а також презентації новинок. Компанія також підтримує ініціативи з покращення сучасної освіти.

## Відзнаки
Учасник рейтингу 100 найбільших імпортерів за рейтингом онлайн-видання «Діло»
Учасник рейтингу 20 найкращих роботодавців України за версією журналу «Власть денег».
Кращий дистрибутор комп'ютерної та офісної техніки в Україні за результатами щорічного конкурсу «Ukrainian IT-Channel Award 2012»